# Anthurium lindmanianum
Anthurium lindmanianum är en kallaväxtart som beskrevs av Adolf Engler. Anthurium lindmanianum ingår i släktet Anthurium och familjen kallaväxter. Inga underarter finns listade.